# Clear Lake, Iowa
Clear Lake là một thành phố thuộc quận Cerro Gordo, tiểu bang Iowa, Hoa Kỳ. Năm 2010, dân số của thành phố này là 7777 người. Nơi đây đã xảy ra một vụ rơi máy bay năm 1959, trong máy bay có Ritchie Valens, Buddy Holly, Big Bopper và cả ba đã chết trong vụ máy bay đó.

## Dân số
Dân số qua các năm:
- Năm 2000: 8161 người.
- Năm 2010: 7777 người.